# 무적 600만불
"무적 600만불"은 한국에서 제작된 김시현 감독의 1977년 영화이다. 소희 등이 주연으로 출연하였고 박종찬 등이 제작에 참여하였다.

## 출연

### 주연
- 소희

## 기타
- 조명: 박진수
- 미술: 김유진